# Metazygia amalla
Metazygia amalla är en spindelart som beskrevs av Levi 1995. Metazygia amalla ingår i släktet Metazygia och familjen hjulspindlar. Inga underarter finns listade i Catalogue of Life.